# 江桂华
江桂华（1907年1月15日—1931年），福建永定人。中国工农红军将领。

## 生平
1923年考入福建省漳州第二师范学校。1927年5月，参加革命工作，不久加入中国共产党。1928年6月参加永定农民起义，后任永定县苏维埃执行委员1929年5月，红四军第二次入闽打开永定的局面后，他又当选为区革命委员会主席（后为区苏维埃政府主席）。7月6日，他当选为中共永定县委委员、常委，兼任县委宣传科长。在任期间，他主持出版了永定《红报》，编印《党团训练材料》。1930年3月，他任闽西红军第九军第三团政委。他与团长阮山率领部队，先后出击丰市、虎头沙、芦下坝、下洋、月流、湖山、古洋等地民团，5月奉命率部为先头部队出击东江。6月中旬，调任新成立的红二十军第三纵队政治委员，与司令卢其中、政治部主任谢宪球着手整顿，参加了闽西苏区的反围剿斗争。1931年3月初，在肃清“社会民主党”的肃反中被错杀。1945年被平反昭雪。